# Matthias Schultheiss
Matthias Schultheiss est un dessinateur et scénariste allemand de bande dessinée né le 27 juillet 1946 à Nuremberg. Dessinateur hyperréaliste renommé, il a reçu le prix Max et Moritz du meilleur auteur germanophone de bande dessinée en 1986.

## Biographie
Après des études à l'École des Beaux-Arts de Hambourg, Matthias Schultheiss travaille comme illustrateur freelance dans la publicité durant une dizaine d'années. Son premier album de bande dessinée, Trucker, est publié par les éditions Bucker und Knigge en 1978. Il adapte ensuite des nouvelles de l'Américain Charles Bukowski, recueillies en France par Glénat en 1982 sous le titre Folies ordinaires. La même année il collabore avec de nombreuses revues françaises comme L'Echo des savanes et USA Magazine.
En 1985 il perce en France avec Guerre Froide chez Albin Michel, suivi par Le Théorème de Bell chez le même éditeur, prépublié dans L'Echo des savanes. Parallèlement il anime Le Rêve du Requin dans Circus, qui sera publié chez Glénat.
Au cours des années suivantes, Schultheiss travaille également comme scénariste pour des séries télévisées allemandes et en 1989 il écrit le livret de la comédie musicale Der Traum des Hais (Le Rêve du requin), qu'il met en scène à Hambourg.
En 1990, il réalise Night Taxi puis le recueil érotique Sois Vicieux (Talk Dirty). En 1992, Comics USA publie Losers (Blutsbrüder), un recueil de ses histoires brèves parues l'année précédente dans USA Magazine.
Début 1990, il fait partie des éditeurs européens contactés par la maison d'édition japonaise Kōdansha qui cherchait de nouveaux auteurs ; les 400 pages qu'il réalise ne sont cependant jamais publiées. En 1993, il livre Propellerman à la maison d'édition américaine Dark Horse Comics. Il s'éloigne cependant de la bande dessinée, n'y revenant que ponctuellement, comme en 2002 pour Die Plütze avec Detlev Wahl.
En 2008 et 2009, Kōdansha publie deux récits inédits de Schultheiss, tandis qu'en 2010 celui-ci sort Le Voyage avec Bill.

## Œuvres
- Trucker, 1981
- Charles Bukowski: Der lange Job, Heyne, 1984 ; Folies ordinaires, Glénat
- Charles Bukowski: Kaputt in der City, Heyne, 1984 ; Folies ordinaires, Glénat
- Guerres froides, Albin Michel, 1985
- Le théorème de Bell
  - Le théorème de Bell, Albin Michel, 1986
  - Le contact, Albin Michel, 1988
  - La solution, Albin Michel, 1990.
- Le rêve du requin
  - La fourmilière du Lagos, Glénat, 1986
  - Lagos connection, Glénat 1988
  - La Fiancée de la mort, Glénat 1990
- Nighttaxi, Carlsen, 1990 ; Night Taxi, Delcourt
- Talk Dirty, 1991 ; Sois vicieux, Glénat
- Blutsbrüder, Carlsen, 1992 ; Losers
- Propellerman, Dark Horse, 1993
- Die Pfütze, Lappan, 2002 (avec Detlev Wahl)
- Sois vicieux, Delcourt, 2010
- Le voyage avec Bill, Glénat, 2010

## Prix
- 1986 : prix Max et Moritz du meilleur auteur germanophone de bande dessinée en 1986.
- 1990 :  Prix Yellow-Kid du dessinateur étranger, pour l'ensemble de son œuvre
- 2019 : Prix Peng ! pour l'ensemble de son œuvre